# العميل الليلي

العميل الليلي (بالإنجليزية:The Night Agent)هو مسلسل تلفزيوني أمريكي مليء بالإثارة والحركة أنشأه شون رايان استنادًا إلى رواية تحمل نفس الاسم من تأليف ماثيو كويرك. تم عرضه لأول مرة على نتفليكس في 23 مارس 2023.

## حبكة
تم إلقاء عميل مكتب التحقيقات الفيدرالي بيتر ساذرلاند في مؤامرة واسعة حول جاسوس على أعلى المستويات في حكومة الولايات المتحدة. لإنقاذ الأمة, ينغمس بيتر في مطاردة يائسة للخائن, بينما يعمل مع الرئيسة التنفيذية السابقة المرعبة روز لاركين وحمايتها من الأشخاص الذين قتلوا عمتها وعمها.

## الطاقم التمثيلي

### رئيسي
- غابرييل باسو في دور بيتر ساذرلاند, عميل مكتب التحقيقات الفيدرالي الذي يعمل في البيت الأبيض كمشغل هاتف ليلي العمل الذي وقع في مؤامرة
- لوسيان بوكانان في دور روز لاركين, ابنة أخت اثنين من عملاء العمل الليلي الذي وقع في مؤامرة
- فولا إيفانز-أكينبولا في دور تشيلسي أرينجتون, عميل الخدمة السرية الأمريكية الطموح الذي تم تعيينه في الأصل لحماية مادي
- سارة ديسغاردين في دور مادي ريدفيلد, ابنة نائب الرئيس
- إيف هارلو في دور إيلين, أحد القتلة الذين قتلوا عمة روز إيما والعم هنري
- فينيكس راي في دور دايل, قاتل قتل عمة روز إيما والعم هنري وشريك إلين
- إنريكي مورسيانو في دور بن المورا, مدير الخدمة السرية
- دي بي وودسايد في دور إريك مونكس, عميل مخضرم في الخدمة السرية الأمريكية مكلف بحماية مادي
- هونغ تشاو في دور ديان فار, رئيسة موظفي البيت الأبيض وأحد رؤساء بيتر

### يتكرر
- أندريه أنتوني في دور ماتيو / كولين
- كريستوفر شيير نائب الرئيس ريدفيلد, نائب رئيس الولايات المتحدة
- توبي ليفينز بدور بريجز, عميل الخدمة السرية الأمريكية الذي يعد جزءًا من فريق التفاصيل في ريدفيلد
- بن كوتون في دور ويك, الرئيس التنفيذي لمقاول حكومي Turn Lake Industries الذي استأجر إيلين وديل لقتل الناس
- كاري ماتشيت كرئيس ترافرز, رئيس الولايات المتحدة

## إنتاج

### تطوير
في 24 ديسمبر 2020, تم الكشف عن أن تلفزيون سوني بيكتشورز من المقرر أن ينتج المسلسل التلفزيوني المقتبس عن رواية The Night Agent للمخرج ماثيو كيرك, مع تعيين شون رايان لكتابة المسلسل. في 21 يوليو 2021, استحوذت نتفليكس على المسلسل, حيث تم تعيين سيث جوردون لتوجيه الطيار وإنتاج 10 حلقات مع Ryan و Marney Hochman و Julia Gunn وجيمس فاندربلت و William Sherak و Paul Neinstein و Nicole Tossou و دافيد بيوبير. تم إصدار المسلسل على نتفليكس في 23 مارس 2023.

### يصب
في 22 نوفمبر 2021, تم تمثيل غابرييل باسو ولوسيان بوكانان في المسلسل. في 1 فبراير 2022, انضم كل من هونغ تشاو و DB Woodside و فولا إيفانز أكينغبولا و إيف هارلو وفينيكس راي وإنريكي مورسيانو وسارة ديسغاردين إلى فريق التمثيل بصفة منتظمة. في 24 فبراير 2023, انضم كاري ماتشيت إلى فريق التمثيل في دور متكرر.

## استقبال
أبلغ موقع مجمع المراجعة على الويب روتن توميتوز عن معدل موافقة بنسبة 67% بمتوسط تقييم 6.7 / 10, بناءً على 15 مراجعة نقدية. حددت ميتاكريتيك, التي تستخدم المتوسط المرجح, 68 درجة من أصل 100 بناءً على 12 نقادًا, مما يشير إلى "المراجعات الإيجابية بشكل عام".

## روابط خارجية
- العميل الليلي على نتفليكس (الاشتراك مطلوب)
- العميل الليلي  في قاعدة بيانات الأفلام على الإنترنت (بالإنجليزية)